# Kenneth Lee Boyd
Kenneth Lee Boyd (19. ledna 1948 – 2. prosince 2005) byl za vraždu své ženy a jejího otce odsouzen k trestu smrti; 2. prosince 2005 byl ve věznici v Raleigh (Severní Karolína, USA) popraven - byla to 1000. poprava po zavedení trestu smrti v USA roku 1976.
Kenneth Boyd byl odsouzen za vraždu své manželky a jejího otce roku 1988, kterou spáchal ze žárlivosti a pod vlivem alkoholu. Jeho obhájci argumentovali dále i skutečností, že Boyd trpěl v důsledku svých zážitků jako voják ve Vietnamu labilní osobností. Boyd byl roku 1988 přesto odsouzen k trestu smrti, odvolací řízení tento rozsudek roku 1994 potvrdilo. Boyd byl popraven 2. prosince 2005 smrtící injekcí.
Jeho poprava opět rozproudila diskuse v USA o správnosti trestu smrti. I když zastánci tohoto trestu se nacházejí na nejnižším bodě posledních 27 let, činí jejich podíl stále ještě 64 procent.